# Forsstroemia canariensis
Forsstroemia canariensis là một loài Rêu trong họ Leucodontaceae. Loài này được (Renauld & Cardot) Enroth mô tả khoa học đầu tiên năm 1992.